# Пальцевый индекс
Пальцевый индекс — соотношение длины указательного и безымянного пальца руки человека. Предполагается, что эта величина зависит от соотношения эстрогенов и андрогенов (как собственных, так и поступающих из организма матери) во внутриутробном периоде развития организма (8-14 недели беременности у человека), однако существуют сомнения в корректности данного предположения. Некоторые исследования показывают, что индекс не коррелирует с уровнем гормонов во взрослом возрасте. С некоторыми допущениями эту величину можно считать вторичным половым признаком.
Зависимость пальцевого индекса от гормонального фона обнаружена и у других позвоночных, например у человекообразных обезьян, лабораторных крыс и зебровых амадин. В англоязычной среде распространено название 2D:4D digit ratio.

## История изучения
Первые упоминания о зависимости соотношения пальцев от пола человека появились в конце XIX в., но первое научное статистическое исследование было опубликовано в 1930 году, в нём были исследованы пальцевые индексы у 201 мужчины и 109 женщин, однако эта работа не получила известности. Интерес к пальцевому индексу у научного сообщества появился в 1980-х и 1990-х, когда были опубликованы работы психолога Гленна Уилсона и Джона Мэннинга. Интерес к изучению пальцевого индекса возрос в 2010-х годах.

## Статистика
У большинства мужчин безымянный палец длиннее указательного, то есть пальцевый индекс меньше единицы, а у женщин безымянный и указательный пальцы равны или указательный длиннее безымянного, то есть пальцевый индекс равен или больше единицы. Например, в исследовании Альбертского университета, где были изучены пальцевые индексы 136 мужчин и 137 женщин, у 75 % мужчин показатель равен 0,889 — 1,005, а у 80 % женщин — 0,913 — 1,017.

## Доказательство влияния андрогенов
Различия в значениях пальцевого индекса у людей присутствуют до рождения. Отношение тестостерона к эстрадиолу, полученное в 33 образцах амниоцентеза, коррелировало с пальцевым индексом в последующем у ребёнка. Уровень эстрогена в околоплодных водах не коррелирует со значениями пальцевого индекса, и при исследовании не обнаружилось различий в уровнях эстрогена между мужчинами и женщинами.
Несколько исследований показывают наследственность пальцевого индекса.
В неклиническом исследовании женщин пальцевый индекс коррелировал с аногенитальным расстоянием в ожидаемом направлении. Другими словами, женщины с большим аногенитальным расстоянием (указывающим на большее пренатальное воздействие андрогенов) имели меньший пальцевый индекс.

### Интерсекс
Женщины с врожденной гиперплазией надпочечников (ВГКН), которая приводит к повышению уровня андрогенов до рождения, в среднем имеют более низкий пальцевый индекс. Мужчины с ВГКН имеют низкие значения пальцевого индекса, чем остальные мужчины. Что предположительно говорит о том, что уровень андрогенов в пренатальный период влияет на пальцевый индекс
У мужчин с синдромом Клайнфелтера, у которых секреция тестостерона сниженная в течение жизни по сравнению с контрольными группами мужчин, пальцевый индекс более высокий.
У мужчин индекс может коррелировать с генетической изменчивостью гена рецептора андрогена. Мужчины с генами, которые продуцируют андрогенные рецепторы, которые менее чувствительны к тестостерону (из-за большего количества CAG-повторов), имеют более высокий индекс. Есть сообщения о невозможности повторить этот вывод. Однако мужчины, несущие рецептор андрогена с большим количеством CAG-повторов, компенсируют менее чувствительный рецептор, выделяя больше тестостерона, вероятно, в результате снижения отрицательной обратной связи с гонадотропинами. Таким образом, неясно, коррелирует ли пальцевый индекс с количеством CAG-повторов, даже если он точно взаимосвязан с количеством андрогенов в пренатальный период развития.
У лиц с синдромом нечувствительности к андрогенам пальцевый индекс находится в пределах средних для женщин значений, как было бы предсказано, если бы андрогенные гормоны влияли на коэффициент значений. Это открытие также демонстрирует, что половая разница в соотношении цифр не связана непосредственно с наличием Y-хромосомы.

## Особенности при различных значениях
|                                                 | Низкий пальцевый индекс (безымянный длиннее указательного) | Высокий пальцевый индекс (безымянный короче указательного) |
| ----------------------------------------------- | --- | --- |
| Физиология и склонности к заболеваниям          | - Повышенный риск рака простаты у мужчин. - Замедленное внутриутробное развитие. - Высокая фертильность у мужчин | - Повышенный риск сердечно-сосудистых заболеваний у мужчин - Повышенный риск ожирения и метаболического синдрома у мужчин - Меньший риск рака простаты у мужчин - Меньшее количество сперматозоидов у мужчин - Меньший размер тела при рождении - Высокая фертильность у женщин - Левшей с высоким пальцевым индексом меньше, чем с низким |
| Психические расстройства                        | - Склонность к синдрому дефицита внимания и гиперактивности у мужчин - Повышенная вероятность синдрома Аспергера и других расстройств аутистического спектра - Повышенный риск нервной анорексии у женщин - Склонность к психопатии у мужчин с высоким уровнем тестостерона - Повышенный риск алкогольной зависимости                                                  | - Склонность к депрессии у мужчин - Повышенный риск шизофрении - Повышенный риск социопатии у женщин - Повышенная тревожность у мужчин - Повышенный риск булимии у женщин - Меньший риск алкоголизма - Меньший риск зависимости от видеоигр |
| Поведение и личность                            | - Склонность к лидерству - Более агрессивное поведение в спорте - Напористость у женщин - Психотизм у женщин - Агрессивность у мужчин - Почерк у женщин, более характерный для мужчин - Более грубые и маскулинные черты лица у мужчин - Более выраженные музыкальные способности у мужчин - Более высокая учебная успеваемость у правшей - Математические способности | - Более женственные личностные черты - Склонность к суеверию и вере в паранормальные способности у мужчин - Более высокие оценки учебной успеваемости у студентов мужского пола - Склонность к невротизму особенно у женщин-левшей - Высокие музыкальные способности у женщин-левшей с высоким уровнем тестостерона - Более высокая беглость речи и вербальные способности - Хорошая визуальная память у женщин - Меньшие успехи в спорте - Меньшие успехи в торговле на бирже |
| Сексуальная ориентация и гендерная идентичность | - Большее количество бисексуалов и лесбиянок | - Склонность к формированию женской гендерной идентичности у человека с приписанным мужским полом при рождении - Женщины и геи предпочитают более мужественных мужчин - Среди лесбиянок больший процент женственных - По гомосексуальности среди мужчин нет однозначного мнения, встречаются противоречивые сведения и о повышенной, и о равной, и о пониженной вероятности мужской гомосексуальности.                                                                         |